# Andreu Mas-Colell
Andreu Mas-Colell ( Catalão: /ənˈdɾew ˈmas kuˈleʎ/  ; nascido em 29 de junho de 1944) é um economista espanhol, um especialista em microeconomia e um dos principais economistas matemáticos do mundo. Ele é o fundador da Barcelona Graduate School of Economics e professor do departamento de economia da Universidade Pompeu Fabra em Barcelona, Catalunha, Espanha. Ele também serviu várias vezes no gabinete do governo catalão. Resumindo a pesquisa dele e de outros na teoria do equilíbrio geral, sua monografia deu uma exposição completa de pesquisa usando topologia diferencial. Seu livro sobre microeconomia, em coautoria com Michael Whinston e Jerry Green, é o mais usado livro de pós-graduação em microeconomia do mundo.

## Biografia
Um nativo de Barcelona, Mas-Colell completou seus estudos de graduação na Universidade de Barcelona, ganhando uma licenciatura em economia em 1966. Ele se mudou para a Universidade de Minnesota para seus estudos de pós-graduação e completou seu Ph.D. em 1972 sob a supervisão de Marcel Richter. Ele se formou em matemática e economia na Universidade da Califórnia, em Berkeley, tornando-se professor titular em 1979. Em 1981, mudou-se para a Universidade de Harvard e, em 1988, tornou-se o Louis Berkman Professor de Economia em Harvard. Em 1995 mudou-se para Pompeu Fabra para liderar o Departamento de Economia e Negócios. Ele foi editor-chefe do Journal of Mathematical Economics de 1985 a 1989, e da Econometrica de 1988 a 1998. Ele foi presidente da Econometric Society em 1993 e da European Economic Association em 2006.
No serviço público, Mas-Colell foi o Comissário para Universidades e Pesquisas da Generalitat da Catalunha em 1999-2000. Enquanto Ministro das Universidades, Pesquisa e Sociedade da Informação para a Generalitat de 2000 a 2003, Mas-Colell implementou uma instituição de pesquisa chamada Instituto Catalão de Pesquisa e Estudos Avançados (ICREA)  para atrair cientistas de primeira linha em todas as áreas do conhecimento., de filósofos a astrofísicos, para realizar suas pesquisas em 50 diferentes instituições de acolhimento na Catalunha. Mas-Colell serviu o Secretário Geral do Conselho Europeu de Pesquisa de 2009 a 2010. No Governo da Catalunha de 2010-2016, presidido por Artur Mas, foi nomeado Ministro da Economia e do Conhecimento, sendo responsável pelo orçamento do governo, política econômica e política de pesquisa.

## Pesquisa
A pesquisa de Mas-Colell tem variado amplamente sobre economia matemática. Em particular, ele foi associado a um renascimento do uso do cálculo diferencial (na forma de " análise global ") nos níveis mais altos da economia matemática. Seguindo os avanços de John von Neumann em economia, e particularmente após sua introdução da análise funcional e topologia na teoria econômica, a economia matemática avançada reduziu sua ênfase no cálculo diferencial. Na teoria do equilíbrio geral, os economistas matemáticos usavam a topologia geral, a geometria convexa e a teoria da otimização mais do que o cálculo diferencial. Nas décadas de 1960 e 1970, no entanto, Gérard Debreu e Stephen Smale lideraram um renascimento do uso do cálculo diferencial na economia matemática. Em particular, eles foram capazes de provar a existência de um equilíbrio geral, onde os escritores anteriores falharam, através do uso de sua nova matemática: categoria Baire da topologia geral e lema de Sard da topologia diferencial e da geometria diferencial . Suas publicações iniciaram um período de pesquisa "caracterizado pelo uso da topologia diferencial elementar": "quase todas as áreas da teoria econômica onde a abordagem diferencial foi buscada, incluindo o equilíbrio geral" foi abordada pela monografia de Mas-Colell sobre análise e economia diferenciadas. O livro de Mas-Colell "oferece uma descrição sintética e completa de um grande desenvolvimento recente na análise de equilíbrio geral, ou seja, a reconstrução amplamente bem sucedida da teoria usando ideias modernas de topologia diferencial", de acordo com sua contracapa.
Mas-Colell também contribuiu para a teoria do equilíbrio geral no vetor topológico redes. Os conjuntos de preços e quantidades podem ser descritos como espaços vetoriais parcialmente ordenados, geralmente como reticulados vetoriais. Economias com decisões incertas ou dinâmicas tipicamente requerem que os espaços vetoriais sejam infinito-dimensionais, caso em que as propriedades de ordem do vetor   reticulados permitem conclusões mais fortes. Recentemente, os pesquisadores estudaram os preços não lineares: “A principal motivação veio do fato de que a teoria fundamental do bem-estar de Mas-Colell   economia sem pressupostos de interioridade requer crucialmente treliça propriedades do bem  espaços, mesmo em configurações de dimensões finitas."

### Livros
Mas-Colell é o autor ou co-autor de:
- A Teoria do Equilíbrio Econômico Geral: uma Abordagem Diferenciável (Monografias da Sociedade Econométrica em Teoria Pura 9, Cambridge University Press, 1990,

O livro de Mas-Colell é um dos primeiros e ainda um dos mais completos e mais rigorosos dos poucos livros sobre as aplicações da topologia diferencial e da análise global à teoria do equilíbrio econômico geral. . . . . As pessoas que trabalham no campo devem possuir e usá-lo já por algum tempo. Então, aqueles que ainda querem consultar pela primeira vez e, talvez, queiram comprar o livro, devem ser matemáticos interessados em aplicações econômicas dos assuntos matemáticos mencionados acima. Eles não vão se arrepender de consultá-lo e / ou comprá-lo; o livro é excelente.
- Teoria Microeconômica (com Michael Dennis Whinston, Jerry Green R., Oxford University Press, 1995, ISBN 978-0-19-507340-9    ). Johansson (2004) escreve que este "é o livro de texto mais comumente usado em microeconomia".[8]
- Noncooperative approaches to the theory of perfect competition. [S.l.: s.n.] ISBN 9780124767508  Noncooperative approaches to the theory of perfect competition. [S.l.: s.n.] ISBN 9780124767508  Noncooperative approaches to the theory of perfect competition. [S.l.: s.n.] ISBN 9780124767508

## Prêmios e honras
Mas-Colell é um associado estrangeiro da Academia Nacional de Ciências dos Estados Unidos, membro honorário estrangeiro da American Economic Association, membro da Academia Americana de Artes e Ciências, membro da Academia Europaea, membro do Instituto de Estudos Catalães, um membro da Real Academia de Ciências Morales y Políticas e um membro da Sociedade Econométrica. Ele recebeu doutorados honorários da Universidade de Alicante, na Espanha, da Universidade de Toulouse e HEC Paris, na França, da Universidade Nacional do Sul, na Argentina, e da Universidade de Chicago, nos Estados Unidos. Ele é um destinatário do Creu de Sant Jordi, a maior honra civil da Catalunha e do Prêmio Rei Juan Carlos em Economia.
Também recebeu o Prêmio BBVA Foundation Frontiers of Knowledge 2009 em Economia, Finanças e Gestão (co-vencedor com Hugo F. Sonnenschein).
Em homenagem ao seu 65º aniversário e seu serviço no European Research Council, duas conferências foram realizadas em sua homenagem a Pompeu Fabra em 2009, o Journal of Mathematical Economics publicou uma edição especial em sua homenagem, e ele foi premiado com a Medalha de Honra de a Universidade.